# Miniplant-Technik
Die Miniplanttechnik ermöglicht mit Hilfe einer maßstäblich verkleinerten Anlage (Miniplant-Anlage) die Entwicklung von Produktionseinrichtungen in der Verfahrenstechnik vom Laborstadium bis zur Großanlage. Die Miniplant ersetzt den Zwischenschritt über eine Versuchsanlage oder stellt eine Vorstufe zum Aufbau einer größeren Pilotanlage dar (pilot plant, Technikumsanlage). Der Aufbau erfolgt im kleinstmöglichen Maßstab, bei dem die Verfahren noch funktionieren. Häufig werden auch Simulationsrechnungen parallel zum Betrieb einer Miniplant-Anlage vorgenommen, um Prozessparameter für den Industriemaßstab zu gewinnen oder zu optimieren. Optimierungen von Prozessparametern können so in frühen Entwicklungsstadien vorgenommen werden. Die Entwicklung wird in der Regel durch Simulationsprogramme wie Sabento, Aspen Plus oder Hyprotech unterstützt.
Diese Art von Anlagen kann auch dazu benutzt werden, um eine Maßstabsübertragung in der Mikroreaktionstechnik und der Flow-Chemie durchzuführen. Man bezeichnet diese Anlagen als Flow Miniplant. 